# Resolutie 1528 Veiligheidsraad Verenigde Naties
Resolutie 1528 van de Veiligheidsraad van de Verenigde Naties werd unaniem door de VN-Veiligheidsraad aangenomen op 27 februari 2004. De resolutie verlengde de VN-missie in Ivoorkust en richtte een VN-vredesmacht op.

## Achtergrond
In 2002 brak in Ivoorkust een burgeroorlog uit tussen de regering in het christelijke zuiden en rebellen in het islamitische noorden van het land. In 2003 leidden onderhandelingen tot de vorming van een regering van nationale eenheid en waren er Franse- en VN-troepen aanwezig. In 2004 zegden de rebellen hun vertrouwen in de regering op en namen opnieuw de wapens op.

## Inhoud

### Waarnemingen
De partijen in Ivoorkust waren al tot een akkoord gekomen en er werd vooruitgang geboekt; vooral in de terugkeer van de rebellen van de Forces Nouvelles naar de overheid, het akkoord over ontwapening en de gesprekken tussen de president en de rebellen. De partijen werden nu opgeroepen verdere mensenrechtenschendingen te voorkomen en een einde te maken aan de straffeloosheid.
Men was voorts bezorgd over de economische toestand in Ivoorkust en de impact daarvan op de hele regio. Op 10 november 2003 had de president van het land gevraagd om de VN-missie MINUCI om te vormen tot een vredesoperatie. Op 24 november had ook ECOWAS gevraagd om een VN-vredesmacht.

### Handelingen
De Veiligheidsraad ging over tot de oprichting van de VN-operatie in Ivoorkust of UNOCI, vanaf 4 april en initieel voor 12 maanden. De Secretaris-Generaal werd gevraagd de bevoegdheden van MINUCI en de ECOWAS-troepen dan over te dragen op UNOCI. Het mandaat van MINUCI en de autorisatie van de ECOWAS- en de Franse troepen werden aldus nog verlengd tot 4 april.
De missie zou bestaan uit een civiel-, rechterlijk-, penitentiair- en een militair component. Dat laatste zou bestaan uit 6240 manschappen, waaronder 200 militaire waarnemers, 120 stafofficieren en 350 politieagenten.
Het mandaat van de missie werd, in samenwerking met de Franse troepen, het volgende:
- Toezien op het staakt-het-vuren en rebellenbewegingen,
- Ontwapening, demobilisatie, herintegratie, repatriëring en hervestiging,
- Bescherming van VN-personeel, (overheids)instellingen en de bevolking,
- De humanitaire hulp ondersteunen,
- De uitvoering van het vredesproces ondersteunen,
- De promotie van de mensenrechten ondersteunen,
- Zorgen voor publieke informatie over het vredesproces en de rol van de VN,
- Ordehandhaving.

De Secretaris-Generaal en de regering van nationale verzoening werden gevraagd binnen de 30 dagen een status of forces-akkoord af te sluiten. Alle partijen werden ook opgeroepen met de missie mee te werken en de veiligheid en bewegingsvrijheid van het personeel te verzekeren. De overheid moest ook zorgen voor de ontmanteling van alle gewapende groepen, het indijken van straatprotesten van vooral jongerengroepen en de hervorming van het leger en de veiligheidsdiensten.
Ten slotte werden de ECOWAS- en Franse troepen geautoriseerd om vanaf 4 april gedurende 12 maanden alle het nodige te doen om UNOCI te ondersteunen door bij te dragen aan de veiligheid en tussen te komen in gevechten.

## Verwante resoluties
- Resolutie 1514 Veiligheidsraad Verenigde Naties (2003)
- Resolutie 1527 Veiligheidsraad Verenigde Naties
- Resolutie 1572 Veiligheidsraad Verenigde Naties
- Resolutie 1584 Veiligheidsraad Verenigde Naties (2005)

Lijst ·  1522 ·  1523 ·  1524 ·  1525 ·  1526 ·  1527 ·  1528 ·  1529 ·  1530 ·  1531 ·  1532 ·  1533 ·  1534 ·  1535 ·  1536 ·  1537 ·  1538 ·  1539 ·  1540 ·  1541 ·  1542 ·  1543 ·  1544 ·  1545 ·  1546 ·  1547 ·  1548 ·  1549 ·  1550 ·  1551 ·  1552 ·  1553 ·  1554 ·  1555 ·  1556 ·  1557 ·  1558 ·  1559 ·  1560 ·  1561 ·  1562 ·  1563 ·  1564 ·  1565 ·  1566 ·  1567 ·  1568 ·  1569 ·  1570 ·  1571 ·  1572 ·  1573 ·  1574 ·  1575 ·  1576 ·  1577 ·  1578 ·  1579 ·  1580